# Алиев, Мурод Бакиевич
Мурод Бакиевич Алиев (узб. Murod Boqiyevich Aliyev; 14 ноября 1970 года; Узбекская ССР, СССР) — советский и узбекистанский футболист, выступавший на позициях защитника и полузащитника. Ныне спортивный и футбольный функционер и тренер. С мая 2017 года по январь 2019 года генеральный директор ташкентского клуба «Бунёдкор».
Основную часть своей игровой карьеры провёл в ташкентском клубе «Пахтакор». Также выступал за такие команды Узбекистана как «Металлург» и «Цементчи» из Бекабада, «Дустлик», «Умида», «Шахтёр» и СКА-РШВСМ из Ангрена, «Политотдел». В 1990-е годы сыграл шесть матчей за сборную Узбекистана.
После завершения игровой карьеры стал спортивным и футбольным функционером, а также тренером. Являлся первым заместителем министра по делам культуры и спорта Республики Узбекистан.